# Eliminacje do Konkursu Piosenki Eurowizji Junior w Polsce
Polska zadebiutowała w Konkursie Piosenki Eurowizji Junior w 2003. 
W 2003 reprezentant kraju wybierany został za pośrednictwem Krajowych Eliminacji. Rok później TVP ponownie wybrała swojego przedstawiciela w trakcie koncertu Krajowe Eliminacje do Konkursu Piosenki Eurowizji Junior 2004. W latach 2005–2015 Polska nie brała udziału w konkursie.
Pod koniec lipca 2016 Telewizja Polska potwierdziła udział w 14. Konkursie Piosenki Eurowizji Junior organizowanym w Valletcie w listopadzie 2016. Polski reprezentant został wybrany poprzez krajowe eliminacje. W sierpniu 2017 TVP potwierdziła udział w 15. Konkursie Piosenki Eurowizji Junior, który odbył się w Tbilisi. Stacja poinformowała, że reprezentant kraju został wybrany za pośrednictwem krajowych eliminacji. W 2018 stacja wybrała reprezentanta wewnętrznie, biorąc pod uwagę wyniki pierwszej edycji programu The Voice Kids; przedstawicielką kraju została Roksana Węgiel z piosenką „Anyone I Want to Be”, z którą zwyciężyła w finale konkursu w Mińsku. W latach 2019–2024 reprezentant był wybierany poprzez program Szansa na sukces, w 2025 został wyłoniony wewnętrznie, a w 2026 na konkurs pojedzie zwycięzca programu The Voice Kids.

## Wybór reprezentanta w poszczególnych latach
| Rok       | Sposób wyboru reprezentanta                                                         |
| --------- | ----------------------------------------------------------------------------------- |
| 2003      | Publiczne eliminacje: Krajowe Eliminacje do Konkursu Piosenki Eurowizji Junior 2003 |
| 2004      | Publiczne eliminacje: Krajowe Eliminacje do Konkursu Piosenki Eurowizji Junior 2004 |
| 2005–2015 | Brak reprezentanta Polski w Konkursie Piosenki Eurowizji Junior                     |
| 2016      | Publiczne eliminacje: Krajowe Eliminacje do Konkursu Piosenki Eurowizji Junior 2016 |
| 2017      | Publiczne eliminacje: Krajowe Eliminacje do Konkursu Piosenki Eurowizji Junior 2017 |
| 2018      | Wybór wewnętrzny na bazie wyników programu The Voice Kids                           |
| 2019      | Publiczne eliminacje: Szansa na sukces                                              |
| 2020      | Publiczne eliminacje: Szansa na sukces                                              |
| 2021      | Publiczne eliminacje: Szansa na sukces                                              |
| 2022      | Publiczne eliminacje: Szansa na sukces                                              |
| 2023      | Publiczne eliminacje: Szansa na sukces                                              |
| 2024      | Publiczne eliminacje: Szansa na sukces                                              |

## Zwycięzcy krajowych eliminacji
| 2003                                  | „Coś mnie nosi”        | Kasia Żurawik     | 16. miejsce | 3   |
| 2004                                  | „Łap życie”            | KWADro            | 17. miejsce | 3   |
| brak reprezentanta w latach 2005–2015 |                        |                   |             |     |
| 2016                                  | „Nie zapomnij”         | Olivia Wieczorek  | 11. miejsce | 60  |
| 2017                                  | „Mój dom”              | Alicja Rega       | 8. miejsce  | 138 |
| Szansa na sukces                      |                        |                   |             |     |
| 2019                                  | „Superhero”            | Viki Gabor        | 1. miejsce  | 278 |
| 2020                                  | „I'll Be Standing”     | Ala Tracz         | 9. miejsce  | 90  |
| 2021                                  | „Somebody”             | Sara James        | 2. miejsce  | 218 |
| 2022                                  | „To The Moon”          | Laura Bączkiewicz | 10. miejsce | 95  |
| 2023                                  | „I Just Need a Friend” | Maja Krzyżewska   | 6. miejsce  | 124 |
| 2024                                  | „All Together”         | Dominik Arim      | 12. miejsce | 61  |